# Чарново-Бики
Чарново-Бики (пол. Czarnowo-Biki) — село в Польщі, у гміні Кулеше-Косьцельне Високомазовецького повіту Підляського воєводства.
Населення — 101 особа (2011).
У 1975-1998 роках село належало до Ломжинського воєводства.

## Демографія
Демографічна структура станом на 31 березня 2011 року:
|          | Загалом | Допрацездатний вік | Працездатний вік | Постпрацездатний вік |
| -------- | ------- | ------------------ | ---------------- | -------------------- |
| Чоловіки | 47      | 7                  | 35               | 5                    |
| Жінки    | 54      | 12                 | 30               | 12                   |
| Разом    | 101     | 19                 | 65               | 17                   |